# Sub-Terra

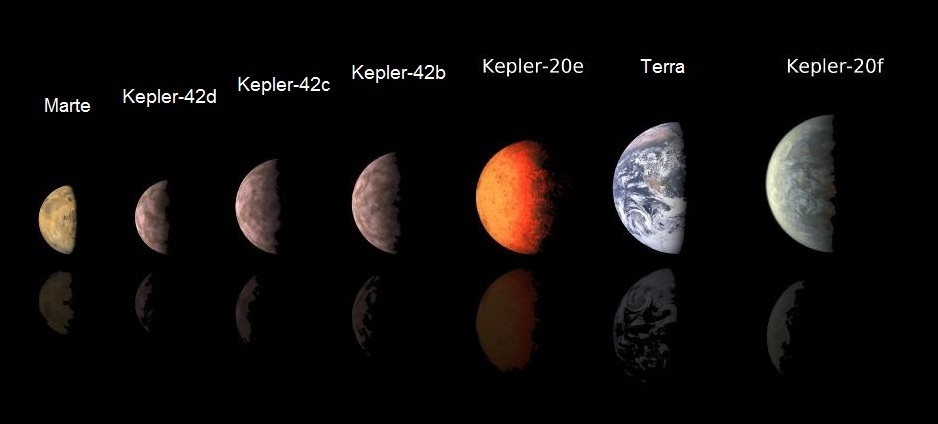
Comparação dos tamanhos de Marte, Kepler-42d, Kepler-42c, Kepler-42b, Kepler-20e, Terra e Kepler-20f.

Uma Sub-Terra é um planeta "substancialmente menos massivo" que a Terra e Vênus. No Sistema Solar, esta categoria inclui Mercúrio e Marte.

## Características
Os exoplanetas Sub-Terra estão entre os tipos mais difíceis de detectar porque seus pequenos tamanhos e massas produzem os sinais mais fracos. Apesar da dificuldade, um dos primeiros exoplanetas encontrados foi uma Sub-Terra pulsar de milissegundo, o PSR B1257+12. O menor conhecido é WD 1145+017 b, com um tamanho de 0.15 raio da Terra, ou um pouco menor que Plutão. Entretanto, WD 1145+017 b não é massivo o suficiente para ser qualificado como um planeta clássico Sub-Terra e é definido como um planeta menor ou anão. Ele orbita dentro de uma nuvem espessa de poeira e gás, enquanto pedaços dele se quebram continuamente e então espiralam em direção à estrela, e dentro de cerca de 5.000 anos ele terá se desintegrado mais ou menos.
O telescópio espacial Kepler abriu um novo reino de descobertas de Sub-Terras. Em 10 de janeiro de 2012, Kepler descobriu as três primeiras Sub-Terras ao redor de uma estrela comum, Kepler-42. Em junho de 2014, o Kepler tinha 45 planetas confirmados que são menores que a Terra, com 17 deles sendo menores que 0.8 Rⴲ. Além disso, há mais de 310 candidatos a planetas com um raio estimado de <1 Rⴲ, com 135 deles sendo menores que 0.8 Rⴲ.
Suspeita-se que haja uma Sub-Terra orbitando Proxima Centauri, a estrela mais próxima do Sol. Acredita-se que a massa de Proxima d esteja entre a de Marte e Vênus.

## Deficiência
Sub-Terras geralmente não possuem atmosferas substanciais devido à sua baixa gravidade e campos magnéticos fracos, permitindo que a radiação estelar desgaste suas atmosferas. Devido ao seu pequeno tamanho, e a menos que haja forças de maré significativas quando orbitam perto da estrela-mãe, as Sub-Terras também têm curtos períodos de atividade geológica.